# Хеслинген
Хеслинген (нем. Heeslingen) — община в Германии, в земле Нижняя Саксония.
Входит в состав района Ротенбург-на-Вюмме. Подчиняется управлению Цефен. Население составляет 4803 человека (на 31 декабря 2010 года). Занимает площадь 82,30 км².
Коммуна подразделяется на 8 сельских округов.